# Gustav Falke
Gustav Falke (Lubecca, 11 gennaio 1853 – Amburgo, 8 febbraio 1916) è stato un poeta e scrittore tedesco, candidato al Premio Nobel per la letteratura.

## Biografia
Di mestiere libraio itinerante, lavorò in varie zone dell'impero tedesco, in particolare Essen e Stoccarda. Divenne poi insegnante di pianoforte nel 1878. Lavorò fino al 1903, quando riuscì ad ottenere una pensione dalla città di Amburgo dove viveva, che gli permise di dedicarsi a tempo pieno alla scrittura. Nel 1900 aveva sposato Anna Theen, sua ex-studentessa, con la quale ebbe tre figli.

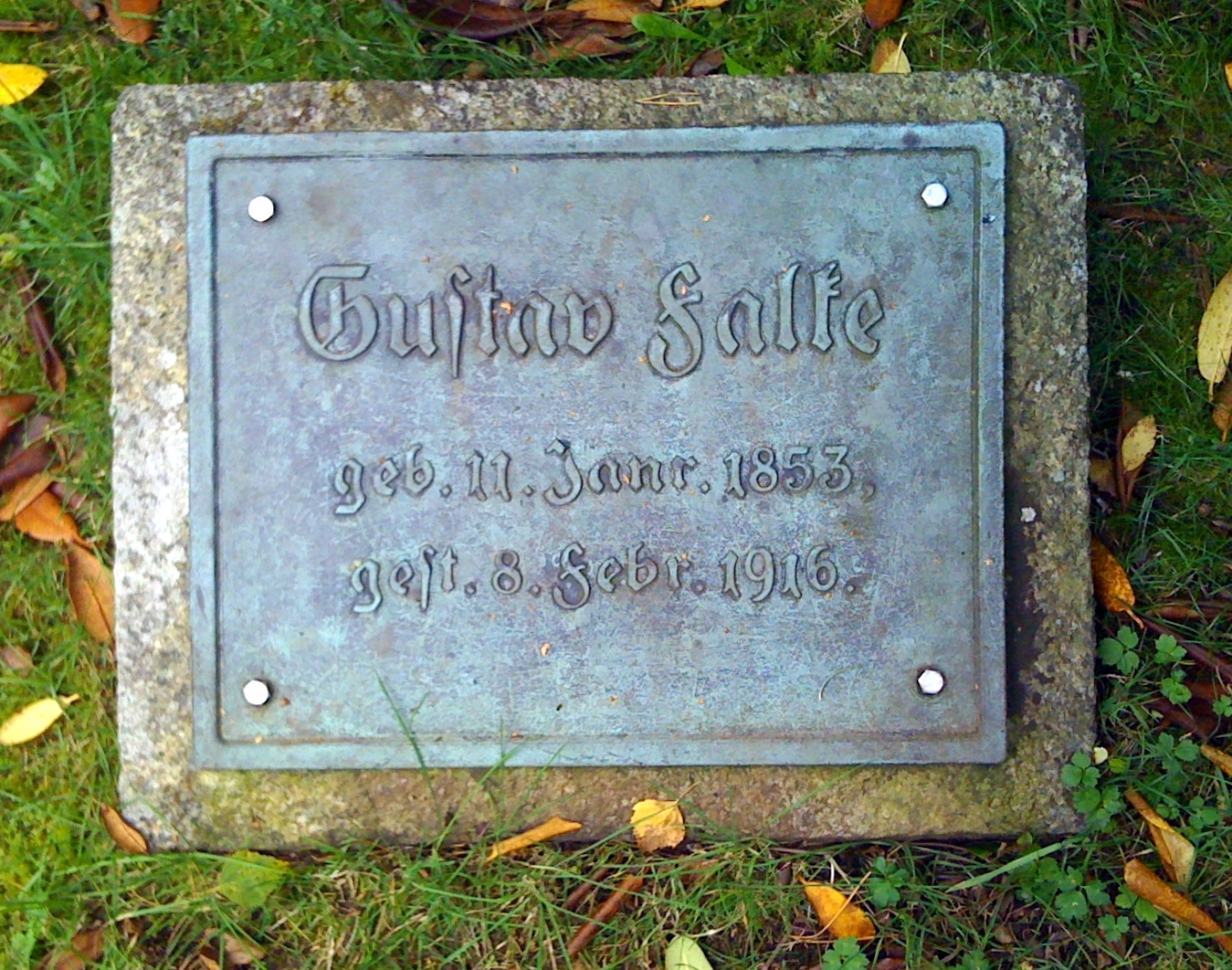
La tomba di Falke al cimitero di Ohlsdorf

Avvicinatosi al mondo letterario a partire dal 1890, scrisse alcuni romanzi; dapprima naturalista, si accostò poi al neoromanticismo, ma i suoi lavori non raggiunsero mai grande rilevanza artistica. Come poeta invece fu molto più apprezzato, e i suoi lavori lirici sono considerati di qualità più alta. Entrato nei circoli letterari amburghesi, suoi amici furono anche i letterati Detlev von Liliencron e Richard Dehmel. Nel 1902 fu candidato al premio Nobel per la letteratura dall'accademico August Sauer, ma senza successo.
Allo scoppio della prima guerra mondiale divenne un convinto nazionalista tedesco, e mentre l'amico Dehmel partì volontario per il fronte Falke fu dispensato per motivi anagrafici. Morì ad Amburgo nel 1916, nel quartiere di Groß Borstel dove viveva. Ad Amburgo è ricordato da una stele, mentre a Berlino gli è intitolata una scuola e varie città tedesche gli hanno dedicato delle strade.

## Stile
Gustav Falke fu rilevante soprattutto dal punto di vista lirico. La sua poesia, dai riconoscibili toni impressionisti, si concentra su temi esistenziali come vita, morte, i moti della coscienza e la ricerca dell'armonia e della semplicità. Il suo stile risentiva profondamente delle influenze di Detlev von Liliencron, presentando tratti modernisti pur senza distaccarsi dalle correnti letterarie tradizionali. Fu inoltre uno dei primi autori di lingua tedesca di letteratura per ragazzi.

## Opere

### Poesia
- (DE) Mynheer der Tod, 1892.
- (DE) Tanz und Andacht, 1893.
- (DE) Zwischen zwei Nachten, 1894.
- (DE) Neue Fahrt, 1897.
- (DE) Hohe Sommertage, 1902.
- (DE) Frohe Fracht, 1907.

### Romanzi
- (DE) Landen und Stranden, 1895.
- (DE) Der Mann im Nebel, 1899.
- (DE) Die Kinder aus Ohlsens Gang, 1908.
- (DE) Stadt mit den goldenen Türmen, 1912.

### Raccolte di racconti
- (DE) Geelgösch, 1910.
- (DE) Der Spanier, 1910.